# József Gera
József Gera, född 24 oktober 1896 i Makó, död (avrättad) 12 mars 1946 i Budapest i Ungern, var en ungersk politiker och medlem av Pilkorsrörelsen.
Gera var en av premiärministern Ferenc Szálasis närmaste män. Under de månader som Pilkorsrörelsen regerade i Ungern 1944–1945 gjorde han sig skyldig till omfattande brott mot mänskligheten.
Efter andra världskriget ställdes Gera inför en ungersk folkdomstol och dömdes till döden. Han avrättades offentligt genom hängning tillsammans med Szálasi, försvarsministern Károly Beregfy och inrikesministern Gábor Vajna.

### Webbkällor
- ”Dark chapter in Hungary's history”. History News Network. University of Richmond. https://www.hnn.us/article/dark-chapter-in-hungarys-history. Läst 13 augusti 2024.